# 劇場版新幹線戰士：來自未來的神速ALFA-X
劇場版新幹線戰士：來自未來的神速ALFA-X（日语：劇場版新幹線変形ロボシンカリオン 未来からきた神速のA L F A - X）於2019年12月27日（日本）/2020年1月23日（香港）/2020年8月14日（台灣）上映，日語電影DVD於2020年6月26日發售，香港與台灣則分別於8月13日以及12月18日發售。電視播出部分於2021年1月3日上午10:00於東京都會電視台首播，香港與台灣則分別於2021年12月27日上午10:10於無線電視翡翠台以及2021年11月7日晚間9:30於星衛HD電影台電視首播。

## 故事
上古時代移居太空的基度拉爾撒斯分支－瓦爾哈蘭帶著強大兵力準備奪回地球，造成速杉隼人的父親——速杉北斗被光之粒子送往別的時空，失去音訊，而另一個時間線中年僅9歲的速杉北斗則來到了現代，並誤打誤撞下成為了集合最新技術完成的新戰力「新幹線戰士 ALFA-X」的駕駛員。為了守護地球並將北斗送回原本的時空，超進化研究所重新集結各個支部的新幹線戰隊成員，共同對抗宇宙最強的敵人。

## 登場角色
所有角色，包括第三新東京市的洞木三姊妹（回聲、光、希望）、碇真嗣等人。而新加入的有瓦爾哈蘭族人。

### 配音人員
- 按片尾演職員表順序排列。

| 角色               | 配音員         | 配音員 | 配音員 | 配音員 | 備註 |
| 角色               | 日本           | 臺灣   | 香港   | 香港   | 備註 |
| 角色               | 日本           | 臺灣   | 公映版 | TVB版  | 備註 |
| ------------------ | -------------- | ------ | ------ | ------ | ---- |
| 速杉隼人           | 佐倉綾音       | 汪世瑋 | 周恩恩 | 陳琴雲 |      |
| 少年速杉北斗       | 釘宮理惠       | 魏晶琦 | 王慧珠 | 曾秀清 |      |
| 青龍               | 真堂圭         | 傅其慧 | 陳子瑩 | 鄭麗麗 |      |
| 男鹿秋田           | 沼倉愛美       | 穆宣名 | 張彩虹 | 黃麗芳 |      |
| 大門山徹           | 村川梨衣       | 陶敏嫻 | 周奕勤 | 劉惠雲 |      |
| 月山仁             | 吉村那奈美     | 林筱玲 | 余倩盈 | 魏惠娥 |      |
| 清洲隆司           | 逢坂良太       | 賴緯   | 黃尉斯 | 曹啟謙 |      |
| 發音未來           | 藤田咲         | 傅其慧 | 張嘉敏 | 羅孔柔 |      |
| 出水新平           | 綠川光         | 吳文民 | 鄧肇基 | 翟耀輝 |      |
| 三原雙葉           | 雨宮天         | 魏晶琦 | 陳子瑩 | 黃昕瑜 |      |
| 上田杏紗           | 竹達彩奈       | 穆宣名 | 李蔓宜 | 陳皓宜 |      |
| 本庄赤城           | 古島清孝       | 李世揚 | 林筠翔 | 關令翹 |      |
| 速杉北斗           | 杉田智和       | 胡鎮璽 | 李家傑 | 雷霆   |      |
| 速杉櫻             | 清水理沙       | 傅其慧 | 周奕勤 | 梁少霞 |      |
| 速杉遙             | 美波和嘉菜     | 林筱玲 | 張彩虹 | 凌晞   |      |
| 貝克               | 上田祐司       | 李世揚 | 陳夕   | 梁偉德 |      |
| 玄武               | Maxwell Powers | 胡鎮璽 | 林筠翔 | 陳欣   |      |
| 白虎               | 細谷佳正       | 宋克軍 | 鄧肇基 | 陳耀楠 |      |
| 蒼玉               | 山內健嗣       | 馬伯強 | 李家傑 | 蘇強文 |      |
| 朱雀               | 渡邊明乃       | 陶敏嫻 | 張嘉敏 | 陸惠玲 |      |
| 東昴               | 山寺宏一       | 胡鎮璽 |        | 曹啟謙 |      |
| 大沼宗也           | 土師孝也       | 宋克軍 | 李家傑 | 黃子敬 |      |
| 三島響             | 長谷川暖       | 陶敏嫻 | 王慧珠 | 謝潔貞 |      |
| 大空零             | 松井惠理子     | 陶敏嫻 | 張嘉敏 | 何璐怡 |      |
| 霧島高虎           | 市來光弘       | 賴緯   | 周奕勤 | 劉奕希 |      |
| 五橋銀             | 合田繪利       | 穆宣名 | 余倩盈 | 張頌欣 |      |
| 五橋城             | 合田繪利       | 林筱玲 | 余倩盈 | 張頌欣 |      |
| 清洲辰己           | 日野佑美       | 魏晶琦 | 李蔓宜 | 林丹鳳 |      |
| 小山大野           | 觀世智顯       | 馬伯強 | 黃尉斯 | 黃積權 |      |
| 板谷               | 三瓶雄樹       | 孫誠   | 鄧肇基 |        |      |
| 吉村               | 佐久間元輝     | 李世揚 | 林筠翔 | 陳灝瑋 |      |
| 研究員             | 岩崎諒太       | 賴緯   |        |        |      |
| 進化裝備           | じんぼぼんじ   | 吳文民 |        | 陳卓智 |      |
| 碇真嗣             | 緒方惠美       | 林筱玲 | 林筠翔 | 鍾見麟 |      |
| 綾波零             | 林原惠         | 陶敏嫻 | 李蔓宜 | 曾秀清 |      |
| 惣流·明日香·蘭格雷 | 宮村優子       | 林筱玲 | 王慧珠 | 詹健兒 |      |
| 洞木希望           | 岩男潤子       | 穆宣名 |        | 葉曉欣 |      |
| 洞木光             | 岩男潤子       | 傅其慧 |        | 黃昕瑜 |      |
| 洞木回聲           | 岩男潤子       | 魏晶琦 |        | 林元春 |      |
| 渡島神威           | 辻本達規       | 張立昂 | 陳夕   | 胡家豪 |      |
| 奈克里             | 伊藤健太郎     | 張立昂 | 黃尉斯 | 李凱傑 |      |
| 柯克里夫           | 吉田鋼太郎     | 孫誠   | 鄧肇基 | 陳永信 |      |

### 劇場版角色
少年速杉北斗（配音員：釘宮理惠（日本）；王慧珠（公映版）、曾秀清（TVB）（香港）；魏晶琦（台灣））
「新幹線戰士阿爾法X」駕駛員。來歷不明的9歲少年，真實身分為受光之粒子影響，從過去穿越時空到現代的速杉北斗。
新幹線戰士與光之巨人／雪中哥吉拉對戰時，在附近滑雪場中被發現，並被超進化研究所帶回安置。醒來後未經研究所人員許可即自行使用新幹線戰士ALFA-X專用模擬器，並通過測試成為ALFA-X的駕駛員。之後受新幹線小隊成員要求自我介紹時因其說話語調與小遙相似，且隨身攜帶的繪圖本被隼人認出而判明其身分為9歲的北斗，自己則於稍後新幹線小隊帶其外出參觀北海道市區時注意到青函連絡船已因青函隧道通車而停駛（時間點為其來自時空的3年後，即1988年）而認知道這點。（漫畫改編版中則改為因注意到停放於機庫內的H5、ALFA-X之類於其來自的時空中尚未存在的新幹線車輛而發覺自己處於另一個時空，並自行向隼人揭露其身分，後其隨身攜帶的繪圖本被櫻認出而證實）。
駕駛新幹線戰士ALFA-X出擊後被柯克里夫強制牽引至大都會瓦爾哈蘭內並使ALFA-X受發光粒子操控而不自主攻擊E5 MkII，因而打算將被視為「新幹線戰士的起源」的繪圖本撕毀，認為如此新幹線戰士就不會存在、他和隼人也將不會面臨這樣的命運，但隨即被隼人否定，繪圖本也因此得以保留下來。接著因ALFA-X被瓦爾多吸收而陷入昏迷，後於決戰時被黑色新幹線戰士奧加超乘黑色新幹線戰士紅喚醒並與隼人的E5 MkII進行超乘合體成功擊敗瓦爾多。戰鬥結束後藉由發光粒子形成之通往其他時空的通道回到原本的時空，並失去其來到現代後的所有記憶，但仍於潛意識中記得隼人的名字。
瓦爾哈蘭族
來自外太空的戰鬥集團，其祖先原為地球上基度拉爾撒斯的族人，屬於能夠控制光之粒子的派系的其中一支，後來移居到別的星球，但因一直無法找到比地球更適居的星球而飽受苦難，並在接獲蒼玉送往太空的訊息後決定返回地球並與蒼玉合作，利用新幹線戰士ALFA-X含有的關鍵技術啟動其最終武器「光之機神瓦爾多」以奪回地球。
團名取自瓦爾哈拉；成員名字則取自日本國鐵的客車種類表示記號。
奈克里（配音員：伊藤健太郎（日本）；黃尉斯（公映版）、李凱傑（TVB）（香港）；張立昂（台灣））
劇場版中登場的新反派角色，瓦爾哈蘭的首領，計劃從人類手中奪回地球，最後被隼人、少年北斗、真嗣與雪中哥吉拉聯手消滅。
其名字取自日本國鐵20系客車的車廂代號(ナハネ-2等寝台車)
柯克里夫（配音員：吉田鋼太郎（日本）；鄧肇基（公映版）、陳永信（TVB）（香港）；孫誠（台灣））
奈克里的參謀，負責操控光之粒子。
其名字取自日本國鐵24系客車的車廂代號(オハネフ-3段式B寝台緩急車)

雪中哥吉拉
來自另一個世界的怪物，外似全身被冰包覆的哥斯拉。受到從隧道工地中釋出的大量光之粒子的影響而短暫穿越至附近的空曠雪地，並於新幹線戰士H5抵達現場後立即消失。幾天後於奈克里將地表的發光粒子傳送至大都會瓦爾哈蘭上時再度受影響而穿越至仁山站附近的滑雪場中，使用熱線將前來迎戰的E5 MkII以及923黃醫生號推入發光粒子造成的通道中，令二者的駕駛員被傳送至別的世界。
建設人員
板谷（配音員：三瓶雄樹 （日本）；鄧肇基（公映版）、不明（TVB）（香港）；孫誠（台灣））
吉村（配音員：佐久間元輝（日本）；林筠翔（公映版）、陳灝瑋（TVB）（香港）；李世揚（台灣））
北海道新幹線札幌延伸段建設工程的兩位建設人員，其中吉村為上司。劇場版開場時兩人於一處隧道工地的切羽處發現一發著光的細小裂縫，正當吉村離去通報專門單位處理時，板谷出於好奇地播開了裂縫，意外導致整面岩壁裂開並釋放出埋藏其後的大量光之粒子，開啟了劇場版的劇情。

## 登場機體

### 登場的新幹線戰士
除了500回聲號、E3鐵翼號、黃博士以及量產型黑色新幹線戰士之外，所有於電視動畫第一部中登場的新幹線戰士機體皆有於劇場版中現身，其中923黃博士於後段由清洲隆司駕駛。下記為劇場版中新登場之機體以及合體。

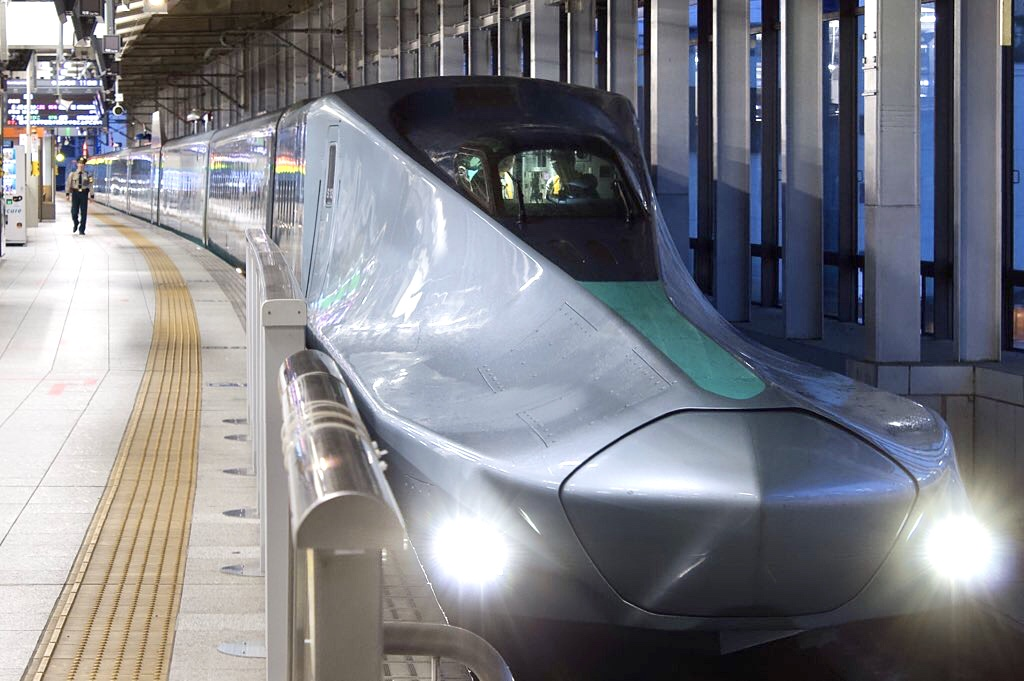
E956型ALFA-X

新幹線戰士ALFA-X
駕駛員：少年北斗
新幹線超進化研究所因應來自外太空的全新敵人的出現，而祕密開發的新款新幹線戰士，是集結所有新幹線戰士的力量於一身的機體。
新幹線戰士ALFA-X ALFA模式
全長：25.5公尺
重量：100公噸
新幹線戰士ALFA-X的一般型態。使用武器為「車輛斬擊劍東京短刀」以及「車輛斬擊劍新青森長刃」，配備「夕張加熱系統」以及「欄杆手裡劍底座」（フミキリシュリケンベース，暫譯）。新幹線模式為新幹線E956型。登場於2019年12月的劇場版。
新幹線戰士ALFA-X X模式
全長：31.5公尺
重量：220公噸
新幹線戰士ALFA-X被發光粒子強行進化成的強化型態，由五節車廂組成的超大型機體。使用武器為兩把車輛斬擊劍結合形成之「連結車輛斬擊劍」以及「空氣阻力導彈」，必殺技為「X字金色能量炮」。
劇場版中被瓦爾多吸收而消失,後於新幹線小隊對決瓦爾哈蘭的決戰中復活並與E5隼號MkII進行極限交錯合體成為八節車廂組成的巨無霸機體之合體。
新幹線戰士E5MkII超乘ALFA-X
全長：34.5公尺
重量：350公噸
駕駛員：速杉隼人、少年北斗
新幹線戰士E5隼號MkII和新幹線戰士ALFA-X（X模式之姿態）的合體，由八節車廂組成的巨無霸機體，為目前所有合體當中最大者。使用武器為將閘口斬擊劍與兩把車輛斬擊劍結合形成之「閘口軍刀」，必殺技為「終極金色能量炮」，翅膀染色為金黃色，配戴與新幹線戰士ALFA-X X模式同款之頭盔。
由於構造較大，合體方式與其他超越交叉合體不同，機身中央以及兩腳踝分別增加了「強化鎧甲」以及「線性錨式煞車器」作為支撐結構，且使用X模式之手臂作為主要手臂構造，E5 MkII之手臂則置於機體後方用以支撐翅膀。
黑色新幹線戰士奧加極限交錯黑色新幹線戰士紅
全長：不明
重量：不明
駕駛員：白虎、青龍
白虎將黑色新幹線戰士奧加自蒼玉手中奪回後加入戰局並與黑色新幹線戰士紅進行的合體，使用武器為將兩把暗黑閘口斬擊劍紅分別裝在兩枝暗黑如意狼牙棒兩端形成的「暗黑可變軌距劍」，配備「雷角」、「避雷針劍」、「雷電飛翼」各一對、「車輪鼓」六顆，必殺技為「暗黑可變軌距劍」。
未來的ALFA-X
多年以後已完成的新幹線戰士ALFA-X，因其中存有能夠激發瓦爾多的特殊程式而成為瓦爾哈蘭族下手的目標。受到隧道工地中釋出的大量發光粒子的影響傳送到現代並封印於隧道深處，待超進化研究所人員發現時已因隧道內的冰凍環境而嚴重鏽蝕無法啟動。之後與尚未完成編程的現代新幹線戰士ALFA-X一同存放於北海道支部機庫內，二機ALFA-X因不明作用互相影響，使後者編程自動改寫為未來的已完成版本。決戰過後隨著剩餘發光粒子的消散而傳送回到未來。

### 敵方機體

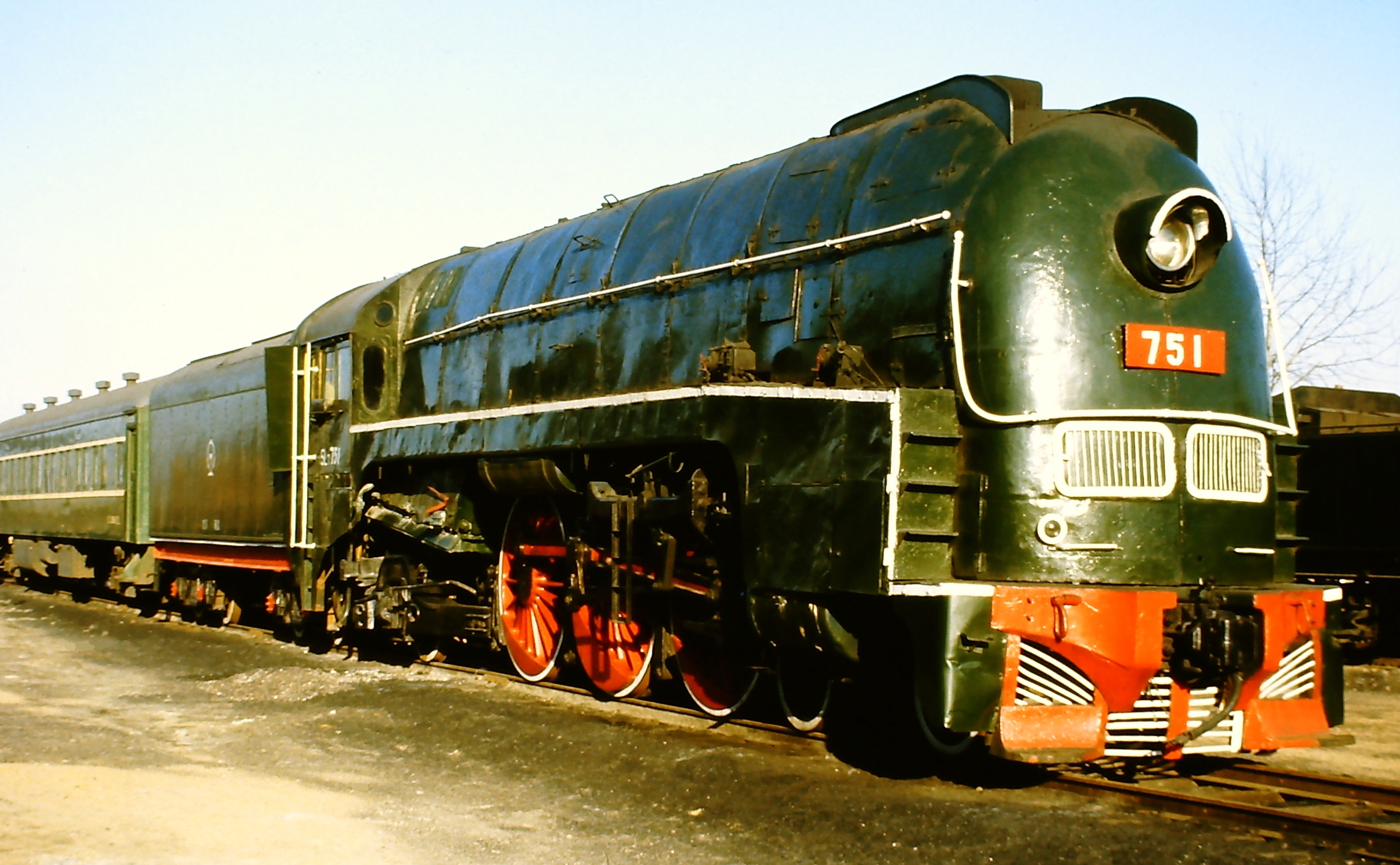
中国铁路胜利7型

瓦爾哈蘭大都市
出現在東京車站上空的巨大漂浮建物，為瓦爾哈蘭的行動基地。最終隨著瓦爾多被擊破而一同消失。
瓦爾多
全長：不明（覺醒前）→45公尺（完全體）
重量：不明
駕駛員：無（覺醒前）→奈克里（完全體）
瓦爾哈蘭用以侵略地球的最終兵器，有「光之機械神」的稱號。由形似中国铁路胜利7型蒸汽机车的列車變形而成的深鐵灰色巨大機器人，為系列中唯一具有自我意識的載人機體。在吸收ALFA-X以獲取其關鍵技術後覺醒成完全體。最終被隼人和少年北斗利用發光粒子的特性反制，身上的粒子被激發以開啟連結其他世界的通道使500 TYPE EVA以及雪之哥吉拉加入攻擊，再遭終極金色能量炮擊破並消失。（漫畫版則改為被新幹線小隊眾人的攻擊推入通道中並消失。）
動畫第二部《新幹線戰士Z》第32話中判明實際上並未被摧毀，而是遭傳送至其他時空而迷失於宇宙中，在嚴重毀損並與其族人分散的狀態下仍一心想著回到地球，並於獨自在宇宙中行駛多年後最終墜毀至地表之仁山高原滑雪場（即劇場版中雪之哥斯拉之出現地），時已完全鏽蝕並停止運作。後被鐵傲帝成員凡爾托姆使用「王之力」修復並操控，再次與新幹線戰士對戰。該話尾聲在月野梅德爾的說服以及幫助下脫離控制並退回至列車型態。於第33話前被移至超進化研究所櫻島實驗線進行改造，成為其實驗計劃的一部分，並更名為「超進化銀河鐵道瓦爾多」，由梅德爾駕駛，可一次連結一列機體並藉由超進化質量投射器以及自身發光粒子的作用使該機體突破第二超進化速度以將其運送至太空。

## 歌曲

### 主題曲

填詞、作曲：Kanata Okajima、Hayato Yamamoto，編曲：Hayato Yamamoto，主唱：BOYS AND MEN

### 插曲
（哥吉拉vs機械哥吉拉）
作曲：伊福部昭

作詞：佐藤ありす，作曲：中西圭三，編曲：岩崎文紀，主唱：ZOO
發音未來版本
填詞、作曲、編曲：井上裕治，主唱：發音未來，聲樂改編：Mitchie M
「殘酷天使的行動綱領」
作詞：及川眠子，作曲：佐藤英敏，編曲：大森俊之，主唱：高橋洋子

填詞、作曲、編曲：井上裕治，主唱：山寺宏一
「進化理論」
填詞：藤林聖子，作曲：Coffee Creamers，編曲：Soma Genda，主唱：BOYS AND MEN

## 腳註
1. ↑  工程用語，意指礦場或隧道開挖面，此指後者。
2. ↑  改編漫畫中稱「光之機神」；台灣版電影翻譯則「光之機械神」以及「光之機神」兩種名稱皆有使用。

## 外部連結
- 互联网电影数据库（IMDb）上《新幹線戰士 來自未來的神速ALFA-X》的资料（英文）
- （日語）《劇場版新幹線戰士：來自未來的神速ALFA-X》官方網站